# 椿井城
椿井城（つばいじょう）は、奈良県生駒郡平群町椿井にあった日本の城（山城）。椿井山城とも呼ばれる。

## 概要
椿井城は、築城時期、城主に関する確実な史料が残っていないものの、当初は在地土豪の椿井氏の居城であったとされる。室町時代から戦国時代までの間に築かれたとみられ、現状では山林内に全長310mの長大な遺構をよく残す。最近は地元有志によって遊歩道や標識設置などの整備が行われ、城跡の見学が容易になっている。2010年に地元住民の整備活動に便乗する形で、町による城跡を公園とする計画が立案され遺構破壊を含む内容の物であるとして物議をかもしたが、現在に至り遺構保護を最前提とした計画に変わって進行中である。
現存する椿井城は平群町と斑鳩町の境界に近い矢田丘陵南部山上に存在する。南北310m、東西110mの規模を有し最高所は北部の主郭部分241.5mである。縄張りの遺構は北群と南群に分かれる。尾根上の五ヶ所を堀切で遮断し、郭や横堀や土塁や土橋などを設ける。
中心となる郭は北群の主郭で、東側に土塁を置いて下に横堀を回して防御する。郭の組み合わせも複雑で、切岸による防御線を重ねつつ城内ルートの流れにも工夫がみられ、全体的に戦国時代末期の手法を示す。南の郭群は尾根上に郭を直線的に配し、東側に石積み遺構の一部が残る。土塁も部分的に散在して古い様相をとどめるため、南群が古く北群が新しいという特徴を指摘する声もあるが、最近の説では南北両群とも同時期のものとする説が出されている。従来は土豪椿井氏や島左近の居城としてそれらの築城がいわれていたが、史料では確認がとれず、城郭研究者の側からは松永弾正久秀が関わっているとの新たな考え方も出されている。椿井城を信貴山城の出城とする考え方もある。
椿井城の縄張図は、これまでに日本城郭大系の掲載図、平群町教育委員会の報告書の掲載図などが知られていたが、最近の整備活動によったものか、こちらに掲載される縄張図のほか、検索すればネット上でも新たな縄張図が公開されていて自由に見ることができる。なお縄張り調査はまだ進行中ということであり、今後さらに新たな縄張図が発表されてくるであろう。
なお、平群町には椿井城以外の城郭遺構として、信貴山城、上庄北城、三里城、西宮城、下垣内城、高安山城、平等寺館等がある。

## 沿革
- 椿井城は、築城時期、城主に関する確実な史料が残っていないものの、当初は在地土豪の椿井氏の居城であったとされる。最終的には島左近の居城となったといわれているが、史料からは島左近の居城であった事実を確認できない。

- 筒井氏家臣団の各伝承で「椿井ノ古塁」や「平群ノ塁」の名前が出てくるようだが、現在の椿井城にあたるかどうかは史料では確認できない。したがってこれらは伝承に過ぎないか、または他の城を指している可能性も考えられる。また、城主を「椿井右近大夫」と伝えるのも伝承に過ぎず、現存する椿井氏系図にみえる「椿井右京大夫政信」とは無関係かもしれない。なお「島城」の名前は長禄4年に畠山義就の攻撃を受けた城のことを指すと思われ、時代も全く違うために椿井城とは無関係とするのが適当であろう。従来の研究においては「島城」を現在の下垣内城にあてる説が知られるが、当時の椿井城が何城と呼ばれたか、または城として登場していたのかは全く分からないので、伝承をいくら挙げてみても史実は不明のままである。

- 椿井氏は江戸時代に尾張徳川家に仕えて幕府に系図を提出しているが、戦国期の当主「政信」の三子である「幸通」の系統が「南八郎」を名乗り、これが「多聞院日記」永禄10年6月21日条にみられる「南夫婦」に関連する可能性がある。系図では椿井氏歴代の居住地に関して「下河原之館」の名も登場するが、「幸通」の系統に関する記載ではなく「幸通」の長兄であった「澄政」の第三子である「政矩」の第六子「良利」（椿井市朗馬助）が天文六年に「下河原之館」に居住し「下河原大明神」を鎮座した宮殿者として系図に登場するのみである[3]。よって、「下河原之館」と「南八郎左衛門尉」である「幸通」を積極的に結びつける根拠は確認できない。現在「下河原大明神」は椿井春日神社に祀られているが、旧社地は現在の平群南小学校付近にあり「下河原之館」もその近辺にあったと想定できる。以上のことから、系図にある椿井氏の面々「幸通」「良利」等の系統が椿井城に関連したかどうかは現在のところ謎のままである。

- 現存する椿井氏系図には「椿井右京大夫政信」のほかに「澄政」「政矩」「政勝」「信政」などの歴代の名が見えるが、全て「政」の字を持ち、それとは別に「幸政」「幸通」「幸景」など「幸」の字を持つ系統があり、このうちの「幸盛」が「南八郎左衛門尉」とある。

- 平群方面では筒井氏と松永氏の小競り合いがずっと続いたようだが、松永氏は滅亡する天正5年10月まで椿井城をおさえていたとみられる。伝承では筒井氏が椿井衆と共に「島城」を数度にわたって攻めて失敗したというが、この「島城」は前述の下垣内城かもしれない。椿井城がいつ筒井氏に渡ったかは不明だが、松永氏の滅亡後であることは間違いなく、嶋左近が入ったのも天正5年10月以降とみられている。その後、天正8年の織田信長の破城令によって廃城となったため、嶋左近の居城であったとしても三年足らずであった。

- 伝承では、椿井城の最終段階においては筒井家重臣の八條長祐（はちじょうながひろ）が城番となっていたとされるが、時期が不明である。

- 平群谷地域に現存する城郭遺構としては、椿井城の他に西宮城、下垣内城、上庄北城、三里城などが知られるが、上記の伝承類にみられる城名のどれに相当するか分かっていない。

## 縄張

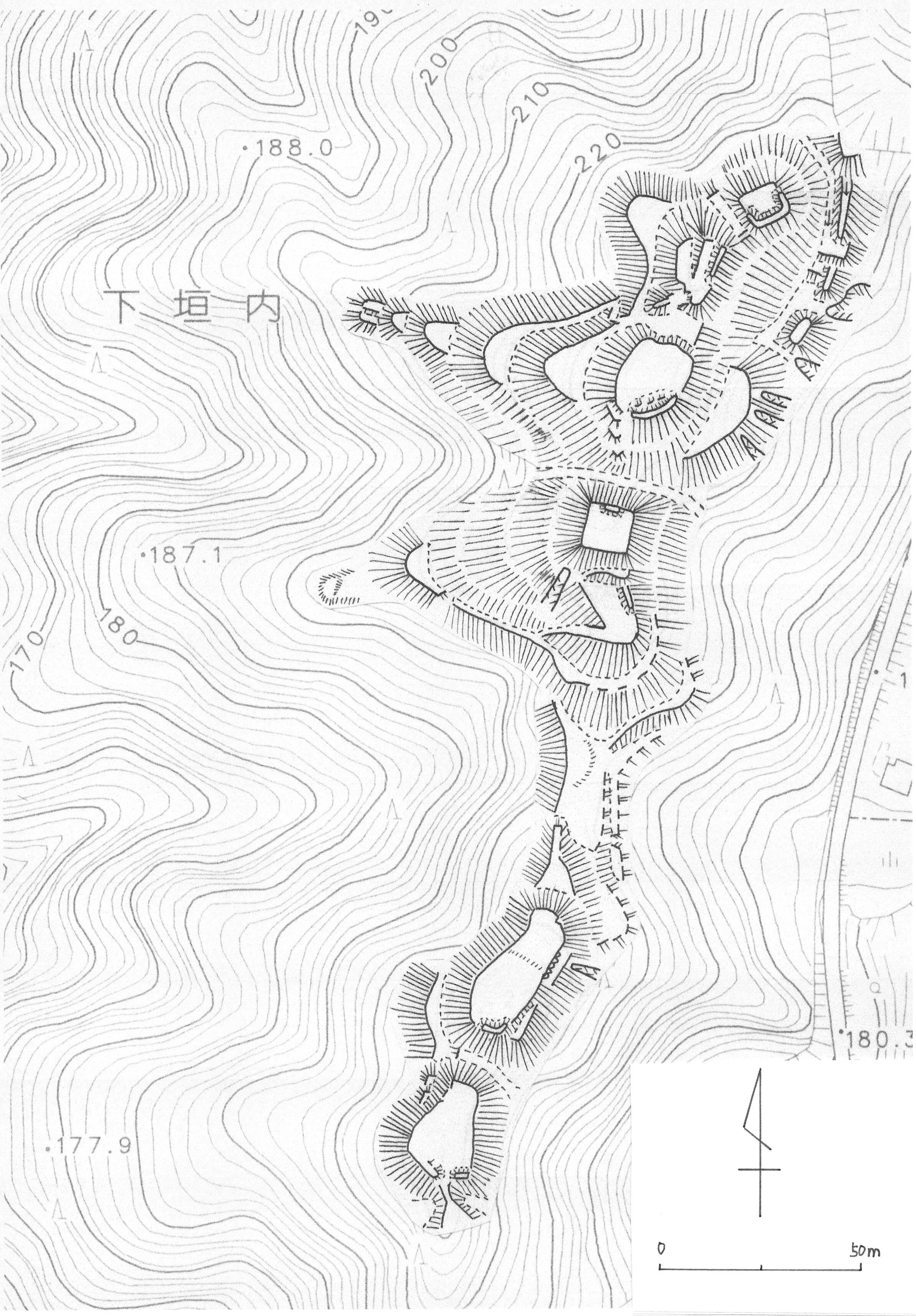
椿井城概念図　2011.12.11

## 城郭遺構詳細
- 概要でも少し触れているが、椿井城の一番の特徴は北部と南部で築城プランに相違のある点である。それが築城年代の相違及び築城主の違いにあるのか、山稜の地形及び街道等の周辺環境による物かは現在推測の域を出ていない。おおよそ南北に連なる一本の尾根上に郭が並ぶ山城遺構ではあるが、北部と南部の中間点である鞍部には人の手の加わった遺構らしき物があるものの城郭遺構との判断が難しいため北部と南部の連絡性は明確でなく、相反するように南北の遮断も明確ではない。形態的に「別城一郭」の様相を呈しており、従来いわれているように南北郭群や、南群、北群と呼ぶよりは北城、南城と呼ぶ方が正しいと思われる。但し、中間地点にある鞍部には西の平群谷椿井郷より北東の白石畑を経由して斑鳩及び松尾寺方面に抜ける街道が通っていたと考えられ、関所的な検門所が南北両城に挟まれる形で存在した可能性も考えられる。

- 南城は南北に3枚の郭と2本の堀切にて構成されるが、主に急峻な切岸に頼るだけの構造である。南の堀切は城域内外を遮断する位置にあるが、進入路としての土橋を有する。中央部の堀切は南の副郭と北の主郭の間にあって両郭を遮断するが南北それぞれへの通路は存在せず城内ルートとしての活用はなかったと思われる。中央部の堀切の方が広く郭面との比高差も大きく立派であり西側に道のような遺構が続いているが、堀切内には障壁が存在しており堀切が西側の道に繋がっていたとは考えにくい。西側への道は途中で確認できなくなるが、西麓にある椿井春日神社への道が登城道として繋がっていたことを想像させる。
- 椿井春日神社方面西麓より登城道を来た者は障壁のため中央堀切内を通らず副郭西のステップより一旦副郭に入り、南の副郭北東隅より主郭東斜面の通路状虎口へ架かる木橋にて主郭へ至ったと思われる。
- 主郭は中央部の郭で南城中一番の比高と広さを誇り東側斜面には石積及び竪掘状の溝が一本確認でき、西側斜面は非常に急峻で敵を寄付けない地形である。土塁は一本だけであるが、南の堀切及び東斜面の虎口防御用として南東側にある。
- 南にある副郭は、堀切土橋から続く虎口を2本の土塁で防御し土橋を斜めに南東から北西に掛けることによって西側土塁を障壁として一折れさせる工夫がされている。
- 南城にある土塁は全て虎口防御及び南方警戒のためであり、東西斜面にはまったく存在しない。これが北城との大きな相違点となる。

- 北城は南城よりも規模が大きく構造は複雑である。堀切は全部で3本、東西南北に幾重にも郭を並べ、西側には帯郭群による駐屯地、東側には土塁、塹壕としての機能を兼ね備えた横堀を持つ。更に東側の斜面には竪掘状の溝が数本確認できるが、判断が難しく竪掘であるかないかは今後の調査に期待したい。
- 主郭は東側に土塁のある最高所の郭で、規模的に見て戦闘指揮所程の物であったと考えられる。
- 副郭は一段低い虎口受け郭を挟んだ主郭と同じく東側に土塁を持った大きな郭で何らかの建物が存在した可能性のある郭である。中間にある一段低い虎口受け郭には、竪土塁で空間を制限された虎口が西側に開口している。
- 北城に於いて何より注目すべきは、東西両側での構造の違いである。西側に広がる帯郭群は単純に切岸だけの防御に頼る構造であり、土塁もなく工夫はあまり見られない。西の平群谷よりの比高と急峻な地形も無視はできないが、防御正面とはあまり考えられず駐屯地として利用されていたと考えられる。一変、東側は複雑な構造を呈する。まず北城の郭にある土塁は全て東側を向いており、北の堀切の東延長線上には西側にない土塁に遮蔽された横堀があって、東の谷に対する射線を構築する塹壕としての機能も兼ねていたと思われる。また、一番北にある郭と1本堀切を挟んだ主郭、そして大きな虎口受けを挟んだ副郭に至るまでの100m程の尾根上は緩く西側に弧を描き塁線がカーブするため、横堀を突破し斜面を攻め上がる東からの敵に対しそれぞれの郭より横矢を射掛ける工夫がされている。このような東側の構造的な工夫は、東の谷との比高差が小さいという弱点を補うための物か、若しくは東の谷沿いにあったと考えられる白石畑への街道を意識した物なのか判断が難しいところではあるが、北城の防御正面が東側にあったことは疑いのないものと考えられている。
- 遮断性も見事に徹底されており、南北堀切で囲まれた主郭周辺の中心部及び西駐屯地郭群が一つの区画となり、その区画内での移動は容易に可能であるが、それ以外の郭（区画）とは堀切や切岸にて完全に遮断され、現在に於いては移動するためのルートを地表面に見出すことは不可能である。恐らく作事に於いてルートが付けられていたと考えるべきであろう。純粋に戦闘意識に特化した縄張であると考えられる。戦う城である。

- 以上、城の規模、敵対正面、城の詳細な構造等から、信貴山城の松永久秀に対峙する形で椿井城が造られたという説は遺構の検証から見て考えにくく、むしろ北城に関しては松永氏が築城、若しくは改修し東の筒井勢に備えたと見るべきであろう。椿井城に於ける島左近（島清興）の信貴山城対峙説は、最新の研究によって疑わしいとの声が多い。

## 整備後調査による仮説の推移
2011年
- 公園開発の立案がなされ、事前調査が2011年より行われることとなった。現在（2011年12月）のところ発掘による調査の予定はないが表面観察による詳細な調査が三重大学大学院の中川貴皓によって進行中である。現在（2011年12月）までの調査結果を基にして中川貴皓の城郭への評価及び新説を確認の取れた事項のみまとめたい。

- 以前までの城跡はブッシュに覆われ地表面の確認が非常に困難な状況であったが、2010年より地元住民の努力によって草が刈られ一部樹木も伐採され地表面調査に最適な状況になりつつある。そういう状況下での見解である。

- 城郭全体像に於ける中川貴皓の見解を簡単に説明すると、城は概ね一つの城郭として評価すべきで南北に顕著な時代差は見られないという見解である。但し城は細分化すると三つの区画に分かれており、北の堀切から副郭南の堀切までを北区画[4] 、副郭南の堀切から方形郭と一つ南の郭までが中区画、鞍部を挟んだ南にある南城部分が南区画である。敵来襲の予想正面は主に南であり、南区画・中区画・北区画と段階を持って戦闘を行う意図が縄張に感じられるということだ。東の横堀、東を向いた土塁等は東谷の比高差の少ない弱点を補う物として評価しているが、東方よりの筒井勢の来襲にも当然備えていたと見るべきであるとのことだ。つまり、まず南区画で敵と交戦しいよいよ防げぬとなれば素早く鞍部を移動し中区画まで下がり、中区画の郭に再度篭って敵を迎え撃ち、そこも駄目となれば堀切に掛かる木橋から北区画へと更に下がって最終的に北区画（中心部）に於いて敵を迎え撃つという三段階の戦闘を想定した思想による築城であると分析されている。鞍部にあってもおかしくない堀切がないのは南区画より中区画への移動をスムーズに行うためという見解であり、中区画にある方形郭は中区画に於ける戦闘指揮所であって方形に整形され四方の眺望を良くしているといえる。

- 残存遺構に於ける構造の詳細評価については、幾重にも寸断された城の中で最南の堀切に土橋があるのは重要な出入口であり、是非にも土橋を設けて移動を安易にする必要があったと評価している、主要な登城ルートを示唆するものか・・・。また、堀切土橋の土塁障壁による虎口の折れや木橋での移動、北中心部主副郭に挟まれた虎口受け郭への内枡虎口、そこから更に主郭に上がる際の二度折れする内枡虎口等の構造も優れた物であると評価されている。そして主郭部の南部塁線が竪土塁の線と一直線となり間に虎口への折れが挟まれる部分などは高度な技術が垣間見えるとのことである。

- 東斜面にある横堀に関しては、城兵の配置はなかったのではないかとの分析もあり、敵兵に対する障害だけとして見る可能性も示唆されている。

- 自然地形を巧みに利用し、無駄のない縄張にて土木量を無理に増やさず大きな効果を得ている城として評価すべきだとし、近畿の城の中でも完成度のかなり高い城として評価すべきだとしている。

- 最終的に築城主に関する検証は城の規模と高度な縄張から見て筒井順慶の一被官であった嶋左近では考えられず、松永配下の武将による築城であろうと推測されている。

- まだ調査は続いており、ブッシュに覆われた部分も存在する。今後の整備と研究によって新たな評価、新説がでる可能性は大である。

## 城跡研究史
- 1976年「平群町史」　塚信一

鞍部より北東白石畑への道の存在。東谷にある井戸とバックヤードの存在。正確な測量による郭面のサイズ、堀切の深さ計測。築城主嶋左近説。
- 1980年「城郭大系」　村田修三

土橋や土塁の遺構評価。周辺交通の要衝による選地説。椿井氏の関与の示唆と嶋左近及び筒井方築城説。
- 1989年「平群町遺跡分布調査既報」　村社仁史

平等寺館とのセット関係。南よりの敵を想定した城構評価。平等寺方面よりの登城道示唆。横堀部分への役割評価。築城主筒井傘下嶋左近説。
- 2004年「図説近畿中世城郭辞典」　村井毅史

南北それぞれの詳細評価。虎口防御の低評価。主城、南城との区分による別城評価。築城主は言及無し。
- 2011年「椿井城・信貴山城跡整備構想立案業務による調査」　中川貴皓

南北一体一城及び北・中・南区画に分けた築城思想の初評価。南よりの敵を重視した構造。城内ルートに於ける作事面への言及。遺構面詳細分析による虎口の折れ、自然地形を巧妙に生かした普請への高評価。椿井郷より鞍部を通った白石畑への街道はなかったとの評価。詳細な測量による正確な図面の初作成。築城思想の新解釈。現存松永系城郭と現存筒井系城郭との比較及び、城郭全体規模及び地勢等の分析による築城主検証。築城主松永系武将説。